# Мерчисон, Лорен
Лорен Мерчисон (англ. Loren C. Murchison, 17 декабря 1898 — 11 июня 1979) — американский легкоатлет, олимпийский чемпион.
Лорен Мерчисон родился в 1898 году в Фармерсвилле (округ Коллин штата Техас). В 1920 году на Олимпийских играх в Антверпене он завоевал золотую медаль в эстафете 4×100 м, на дистанции 200 м пришёл 4-м, а на дистанции 100 м — 6-м. В 1924 году на Олимпийских играх в Париже он опять завоевал золотую медаль в эстафете 4×100 м, и был 6-м на дистанции 100 м. В 1925 году Лорен Мерчисон заболел спинальным менингитом, и остаток жизни провёл парализованным.